# Langue
Langue är en ort i Honduras. Den ligger i departementet Departamento de Valle, i den sydvästra delen av landet, 70 km sydväst om huvudstaden Tegucigalpa. Langue ligger 151 meter över havet och antalet invånare är 3 679.
Terrängen runt Langue är huvudsakligen kuperad, men den allra närmaste omgivningen är platt. Terrängen runt Langue sluttar söderut. Runt Langue är det ganska tätbefolkat, med 93 invånare per kvadratkilometer. Närmaste större samhälle är La Alianza, 14,3 km sydväst om Langue. Omgivningarna runt Langue är en mosaik av jordbruksmark och naturlig växtlighet.